# Tell ed-Der
Tell ed-Der est un site archéologique de la Mésopotamie antique, correspondant à une ancienne ville portant le nom de Sippar, homonyme de la ville voisine et plus importante située 5 kilomètres au sud-est, qui est celle à laquelle il est plus couramment fait référence quand on parle de Sippar. Ce site a surtout été important à l'époque paléo-babylonienne entre le XIXe siècle av. J.-C. et le XVIIe siècle av. J.-C.
Pour la distinguer de l'autre Sippar, on la désignait tantôt comme « Sippar d'Annunitum », d'après sa  déesse principale, ou bien « Sippar des Amnanum », du nom d'une tribu amorrite, ou moins couramment « Sippar de la muraille » (Sippar-durum).

## Fouilles
Tell ed-Dêr a été peu exploré avant une époque récente. En 1891, E. A. W. Budge y mit au jour de nombreuses tablettes. Par la suite les équipes explorant Abu Habbah vinrent y faire des explorations courtes et des relevés : J.-V. Scheil en 1894 y fit à son tour des découvertes épigraphiques, plus modestes ; W. Andrae et J. Jordan dressèrent un premier plan du site en 1927 ; les premières fouilles furent organisées en 1941 par des équipes irakiennes dirigées par T. Baqir et M. A. Mustafa. À partir de 1970, les équipes d'archéologues belges de l'université de Gand dirigées par H. Gasche et L. de Meyer mirent en place un programme de fouilles systématiques du site qui permit de bien mieux le connaître.

## Historique de l'occupation
Moins explorée, cette ville a livré moins de choses que sa voisine homonyme. Du reste, son occupation a été moins importante, puisqu'elle peut remonter à la seconde moitié du IIIe millénaire av. J.-C. mais s'est apparemment réduite à la fin de l'époque paléo-babylonienne (XVIIIe – XVIIe siècle av. J.-C.), vers le milieu du IIe millénaire av. J.-C. d'après les relevés archéologiques, bien que des traces d'une occupation à l'époque kassite aient été identifiées sur place, et que « Sippar d'Annunitu » soit encore mentionnée dans des textes de Teglath-Phalasar Ier (vers 1100 av. J.-C.), sous le règne de Nabonide (555-539 av. J.-C.), et encore à l'époque perse. La principale phase d'occupation identifiée lors des fouilles est celle d'époque paléo-babylonienne.

## Organisation générale du site
Située à environ 5 kilomètres au nord-est de Sippar/Abu Habbah, c'était une ville d'environ 50 hectares, de forme grossièrement triangulaire, de côtés de 800 m, 1 000 m et 1 100 m environ. Un canal traversait la ville depuis l'angle sud jusqu'au milieu du côté nord, la divisant en deux ensembles, autour du tell I à l'ouest et du tell II à l'est. Aucune muraille n'a été identifiée avec certitude sur place, bien que l'enceinte de la ville soit évoquée dans une lettre du roi babylonien Samsu-iluna. Les larges levées de terre crue sur les côtés ouest et sud-est étaient des digues, qui ont apparemment recouvert un mur plus ancien (comme à Abu Habbah). Aucune élévation similaire n'apparaît du côté nord.

## Le sanctuaire d'Annunitum
Le sanctuaire principal de la cité était le temple de la déesse tutélaire Annunitu(m), une divinité guerrière (son nom est construit à partir de la racine signifiant « bataille »), considérée comme une hypostase d'Ishtar (parfois appelée Ishtar Annunitum, « Ishtar de la bataille », désignation qui semble concerner en particulier Ishtar d'Akkad) avant de devenir une divinité indépendante. Il n'a pas été fouillé. On sait par des inscriptions commémoratives qu'il se nommait é-ulmaš, nom apparemment repris de celui du temple d'Ishtar-Annunitum d'Akkad, et qu'il a fait l'objet de reconstructions par Ammi-saduqa (1646-1626 av. J.-C.) et Nabonide (556-539), qui mentionne également des travaux entrepris par Sabium (1844-1831) et Shagarakti-Shuriash (1245 à 1233).

## La résidence d'Ur-Utu
Les fouilleurs belges ont exploré diverses résidences d'époque paléo-babylonienne, la plus importante étant celle dont le dernier occupant fut Ur-Utu, le Grand lamentateur (gala-mah) du clergé d'Annunitum sous le règne d'Ammi-saduqa (1646-1626 av. J.-C.). Elle mesurait 13 mètres de large pour environ 22 de long, et a été détruite par un incendie. Cette catastrophe pour l'occupant se solda par l'abandon de ses archives, un lot de taille notable (2 000 tablettes), la majorité de nature juridique.